# 큰노랑테먼지벌레
큰노랑테먼지벌레는 딱정벌레목 딱정벌레과에 속하는 곤충이다. 머리는 주름 져 있으며, 연모와 점각으로 빽빽하게 덮여 있다. 눈은 돌출되었으며, 하순기절에는 이분화된 치상돌기가 자리한다. 뺨에는 연모가 분포하며, 목판은 눈에 띄게 넓다. 가슴은 심장형에 가까운 모양이며, 연모와 점각으로 덮여 있다. 세로 중앙선은 얕다. 날개는 긴 달걀 모양이다. 복부 중앙부에는 털이 분포하지 않으며, 얕은 점각이 관찰된다. 생식기는 측면에서 보았을 때 가늘며, 위에서 보았을 때 끝엽이 둥글고 긴 모양이다. 경기도 수원시 등에서 관찰된 기록이 있으며, 세계적으로는 일본 및 중국에 분포한다. 먹이는 주로 개구리이다.